# Casanova de Cinca
La Casanova de Cinca, dita també Casanova de Lladurs, és una masia situada al poble de Lladurs, municipi del mateix nom al Solsonès.